# Командование тыла Израиля
Кома́ндование ты́ла Изра́иля (ивр. פיקוד העורף‎ пику́д ха-о́реф) — военный округ Армии обороны Израиля, осуществляющий функции в сфере гражданской обороны и поисково-спасательных работ.

## История возникновения управления
Командование тылом было создано 17 февраля 1992 года, по окончании войны в Персидском заливе, когда города Израиля подверглись ракетным бомбардировкам со стороны Ирака. Ранее, функции командования тылом исполнял штаб по защите гражданского населения и управление региональной защиты. Во время войны в Персидском заливе они занимались раздачей противогазов населению, передачей сведений и инструктажем через средства массовой информации, координацией работы гражданских служб спасения и т. д. После войны было принято решение о создании единого центра по обеспечению безопасности гражданского населения.

## Структура Командования
- Штаб командования во главе с Командующим Командования тыла в звании генерал-майора и главой штаба командования (ивр. רמ"ט‎) в звании бригадного генерала. В состав штаба входят следующие департаменты:

 — Оперативный департамент (ивр. אג"ם‎)
 — Департамент средств защиты (ивр. מחלקת מיגון‎)
 — Департамент работы с населением (ивр. מחלקת אוכלוסייה‎)
 — Департамент инфраструктуры и развёртывания (ивр. מחלקת תו"פ‎)
 — Департамент коммуникации и оповещения (ивр. מחלקת תקשוב והתראה‎)
 — Бюджетный департамент (ивр. מחלקת תקציבים‎)
 — В состав штаба Командования входят также дополнительные регулярные структурные подразделения военного округа: окружная поликлиника (ивр. מר"פ‎), части логистической поддержки и т. п.
- Округи Командования[1] (окружные подразделения командования под руководством офицера в звании полковника, состоящие из штаба на основе регулярного состава — а в Иерусалимском округе также из трёх дополнительных регулярных батальонов[2] — и районных командований на основе резервного состава; районному командованию подчиняется, как правило, резервный поисково-спасательный батальон и резервный батальон по защите от ОМП, в состав некоторых районных командований входит также резервный пехотный батальон):

 — Иерусалимский округ (ивр. מחוז ירושלים‎):
- Поисково-спасательный батальон «Кедем» (включает роты «Керен», «Давид» и «Маген»)
- Поисково-спасательный батальон «Шахар» (включает роты «Шавит», «Хец» и «Ротем»)
- Поисково-спасательный батальон «Тавор» (формируется в ходе 2012 года)
- Поисково-спасательный батальон «Рам» (в прошлом дивизион ПВО, переведённый в ходе второй половины 2012 года из ВВС в Командование тыла)
- Район Мория (ивр. נפת מוריה‎)
- Район Хар-Тув (ивр. נפת הר-טוב‎)

 — Округ Дан (ивр. מחוז דן‎):
- Район Аялон (ивр. נפת איילון‎)
- Район Ганим (ивр. נפת גנים‎)
- Район Глилот (ивр. נפת גלילות‎)
- Район Тель-Авив (ивр. נפת תל אביב‎)

 — Северный округ (ивр. מחוז צפון‎):
- Район Амаким (ивр. נפת עמקים‎)
- Район Галиль-Маарави (ивр. נפת גליל מערבי‎)
- Район Галиль-Мизрахи (ивр. נפת גליל מזרחי‎)

 — Хайфский округ (ивр. מחוז חיפה‎):
- Район Гдор (ивр. נפת גדור‎)
- Район Хоф (ивр. נפת חוף‎)

 — Центральный округ (ивр. מחוז מרכז‎):
- Район Натбаг (ивр. נפת נתב"ג‎)
- Район Шарон (ивр. נפת שרון‎)
- Район Шфела (ивр. נפת שפלה‎)

 — Южный округ (ивр. מחוז דרום‎):
- Район Лахиш (ивр. נפת לכיש‎)
- Район Негев (ивр. נפת נגב‎)
- Район Ха-Негев Ха-Маарави (ивр. נפת הנגב המערבי‎)
- Район Эйлат (ивр. נפת אילת‎)

- Бахад 16 (ивр. בה"ד 16‎) — школа поисково-спасательной службы[6]; школе подчиняется также тренировочная база Командования тыла «Зиким», на которой проходит, помимо прочего, основная военная подготовка новобранцев Командования
- Всеизраильское подразделение поисково-спасательных работ (ивр. יחצ"א‎) — резервное подразделение для исполнения особых заданий в сфере поисково-спасательных работ в Израиле и за рубежом[7]
- Информационный центр Командования (резервное подразделение)
- Дополнительные резервные подразделения подкрепления гражданским аварийным службам и обеспечения деятельности частей Командования в чрезвычайной ситуации

## Командующие
| Командующие    | Года        |
| Зеэв Ливне     | 1992 — 1994 |
| Шмуэль Арад    | 1994 — 1997 |
| Габи Офир      | 1997 — 2001 |
| Юсеф Мишлеб    | 2001 — 2003 |
| Яир Наве       | 2003 — 2005 |
| Ицхак Гершон   | 2005 — 2008 |
| Яир Голан      | 2008 — 2011 |
| Эяль Айзенберг | 2011 — 2015 |
| Йоэль Стрик    | 2015 — 2017 |
| Тамир Ядай     | 2017 — 2020 |
| Ори Гордин     | 2020 — 2022 |
| Рафи Мило      | 2022 — 2025 |
| Шай Клепер     | с 2025      |